# الركض على الماء

أحد الرياضيين يقوم بجري على الماء

الركض على الماء رياضة مائية جديدة اكتشفها شبان برتغاليون عن طريق الصدفة بالجري على الماء من دون مساعدة خارجية فقط يعتمدون في هذه الرياضة على بحذاء مضاد للماء وتشجيع الاصدقاء

## طريقة اللعب
يقول هؤلاء الرياضيون أنك إذ أردت أن تجري على الماء عليك ان تؤمن انك خلقت لتجري على الماء لانك إذ لم تؤمن أنك سوف تجري على الماء لن تستطيع ذلك
يجب أن يكون نوع الحذاء مختص ويجب أن تبلله قبل الجري على الماء ويجب أن لا تترك عقلك يؤرث فيك ويقول لك انك لن تستطيع الجري على الماء وسوف تسقط إذ ما حاولت ذلك 
وأهم شيء كا يقول هؤلاء انه عليك بالمحاولة والتدريب والعزيمة

## نصائح
ينصح هؤلاء أي شخص يريد لعب رياضة الجري على الماء ان لا يذهبوا لتدريب وحدهم وبناء على ذلك يجب اصطحاب الاصدقاء للتشجيع لانه لو حاولت وفشلت سوف تسأم من المحاولة الأولى أو الثانية

## طموح
يطمح هؤلاء الرياضيين ان تصبح رياضة الركض على الماء الحديثة نسبيا رياضة أولمبية ومعترف بها